# Carlos Moratorio
Carlos Alberto Moratorio (La Cruz, 10 de novembro de 1929 – Tandil, 7 de abril de 2010) foi um adestrador e oficial argentino, medalhista olímpico.

## Carreira
Carlos Moratorio representou seu país nos Jogos Olímpicos de 1960, 1964 e 1968, na qual conquistou a medalha de prata no CCE individual em 1964.